# مرکز توماس و مک
مرکز توماس و مک (انگلیسی: Thomas & Mack Center) یک سالن سرپوشیده چندمنظوره در پارادایس، نوادا، ایالات متحده آمریکا است.
این سالن که در سال ۱۹۸۳ تأسیس شده برای مسابفات ورزش‌هایی همچون بسکتبال، بوکس و فوتبال داخل سالن و همچنین برگزاری کنسرت‌های موسیقی مورد استفاده قرار می‌گیرد.

## نگارخانه

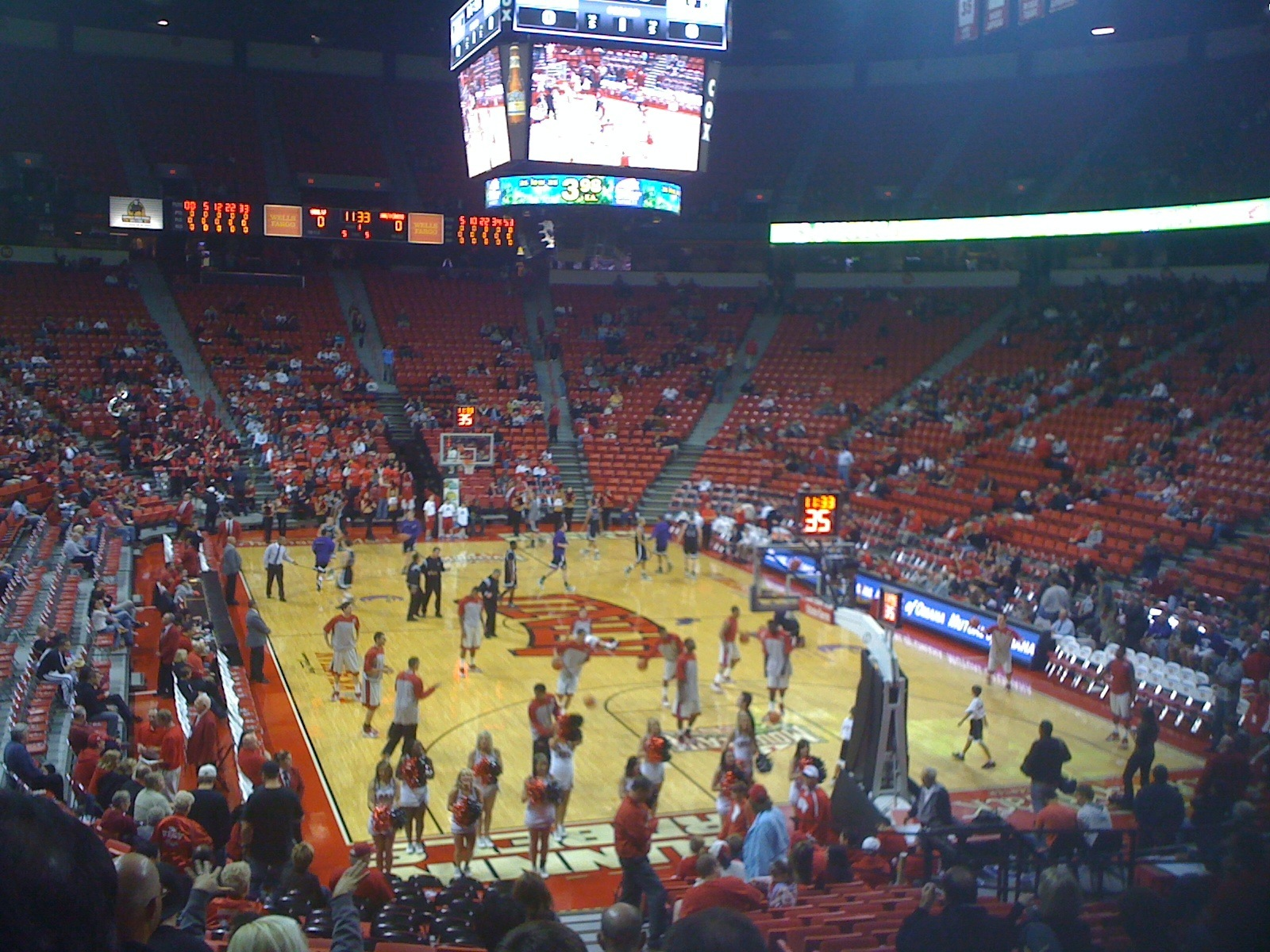
Inside the arena before UNLV basketball game
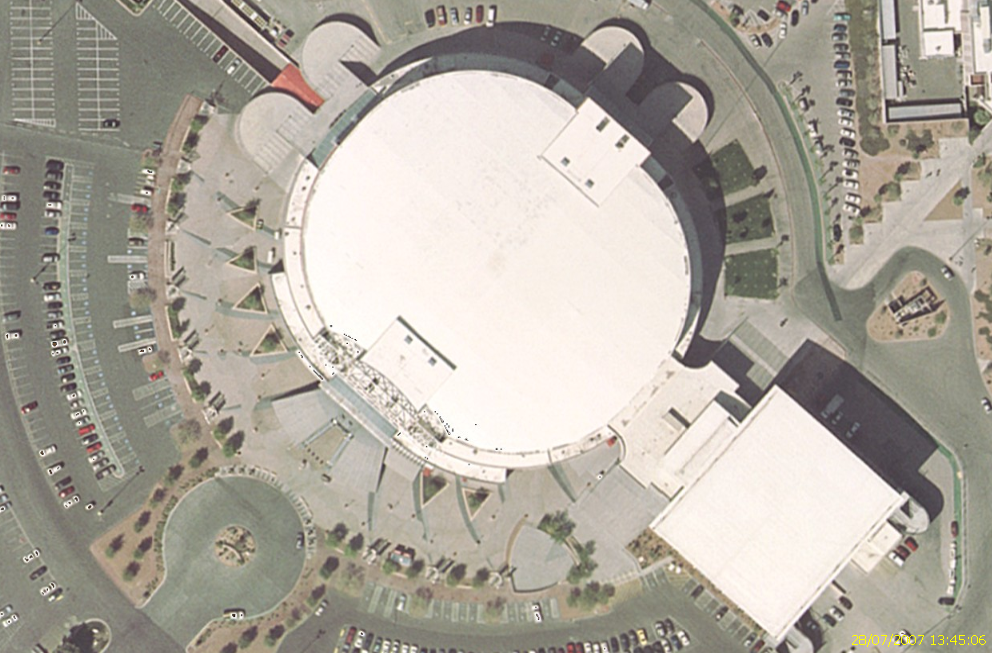
An aerial view showing the connected Cox Pavilion
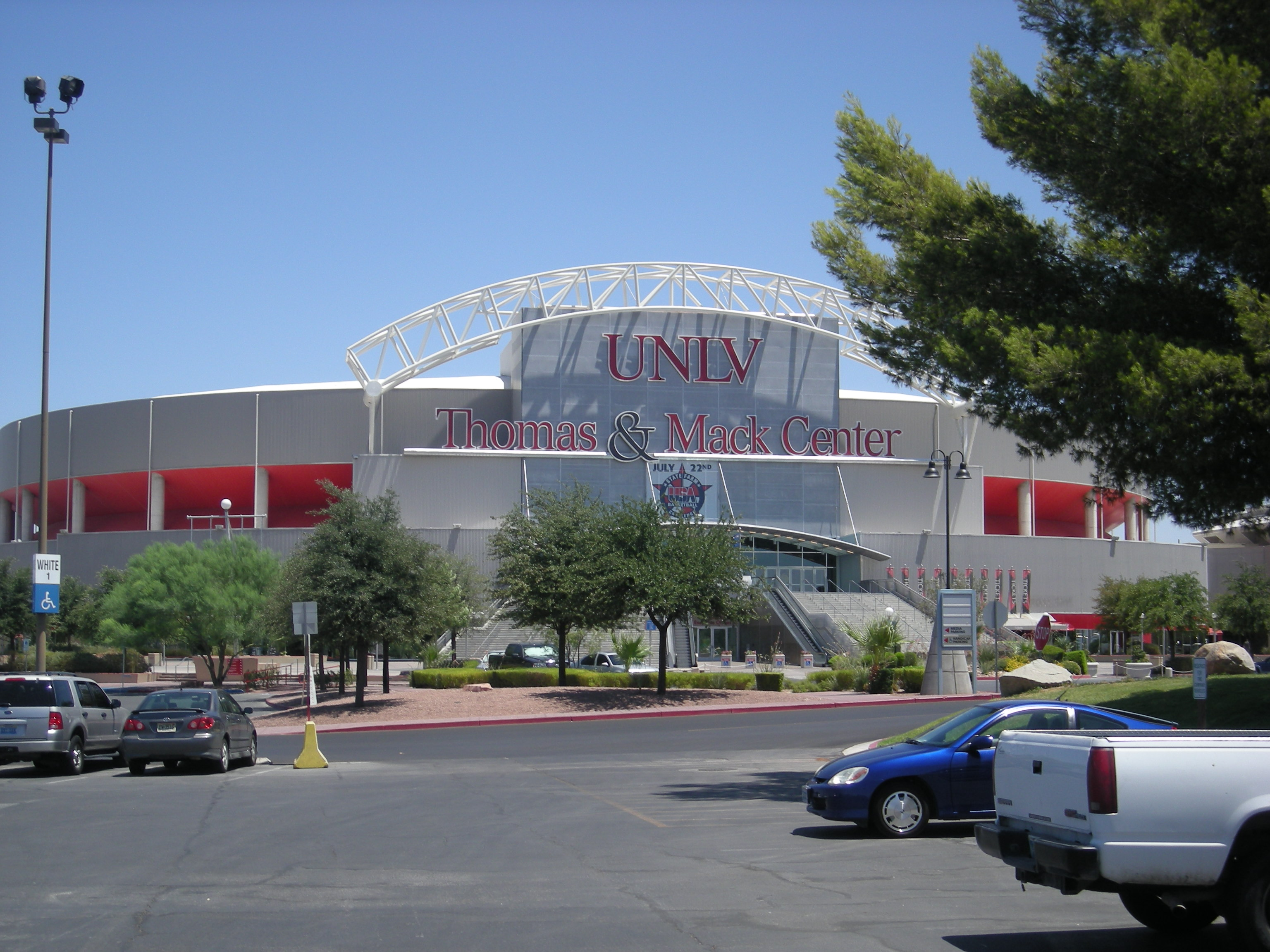
Thomas & Mack Center August 2007
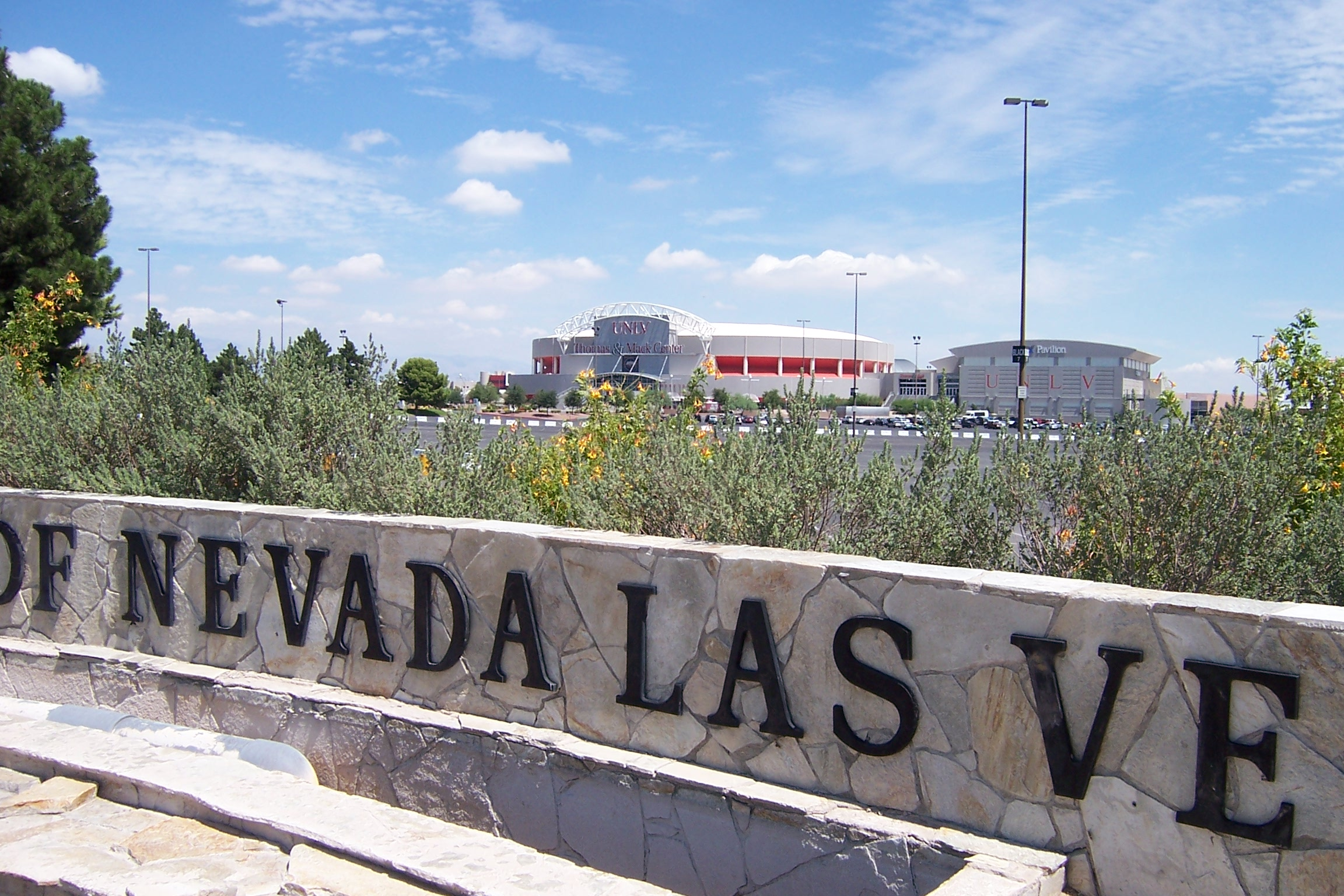
Thomas & Mack Center & Cox Pavilion
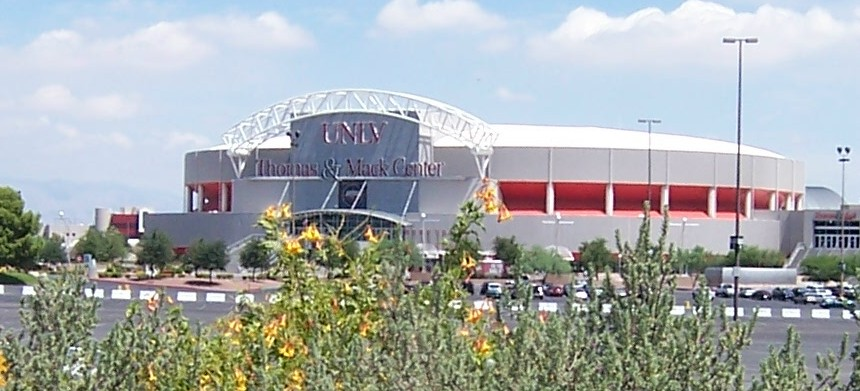
Thomas & Mack Center 2005